# Saint-Senier-sous-Avranches
Saint-Senier-sous-Avranches è un comune francese di 1 326 abitanti situato nel dipartimento della Manica nella regione della Normandia.

## Società

### Evoluzione demografica
Abitanti censiti